# Кластерна вибірка

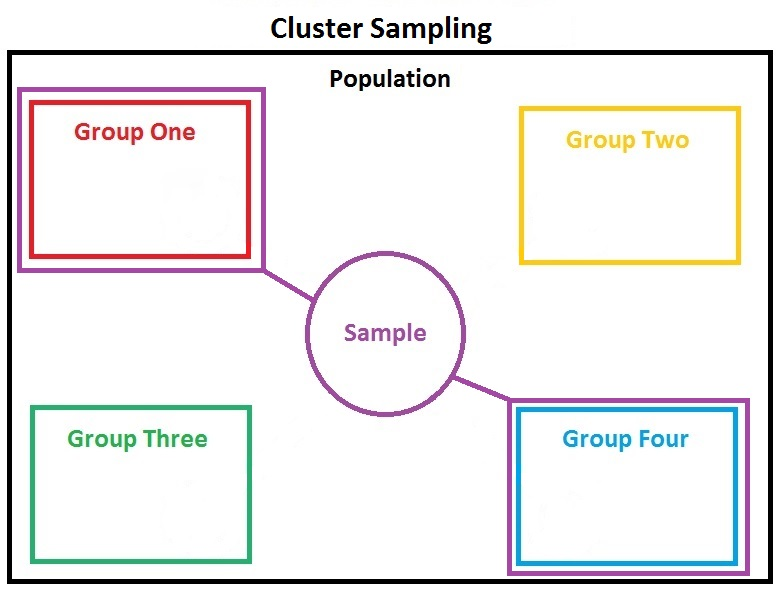
Кластерна вибірка

Кластерна вибірка — метод вибірки, який використовується, коли «природні», але різнорідні угруповання проявляються в статистичній сукупності. Така вибірка часто використовується в маркетингових дослідженнях. Ця техніка поділяє загальну кількість на групи (або кластери) та за допомогою випадкової вибірки вибираються елементи з групи. Потім елементи в кожній групі порівнюються. Коли всі елементи відібрані до свого кластеру, то це називається «одноступеневий» дизайн кластера. При випадковій підвибірці елементів, вибраних з кожної із цих груп, — «двоступеневий» дизайн. Загальна мотивація для кластерної вибірки є скорочення загального числа бесід і витрат з урахуванням потрібної точності. За умови фіксованого обсягу вибірки, методика дає більш точні результати, коли більша частина мінливості в популяції знаходиться в межах груп, а не між ними.

## Кластерні елементи
Чисельність в рамках кластера в ідеалі повинні бути як можна більш різнорідними, але там повинні бути однорідні між середніми значеннями кластера. Кожен кластер повинен бути невеликим представництвом всього населення. Кластери повинні бути взаємовиключними і спільно вичерпними. Потім методом випадкової вибірки вибирається з відповідних кластери для включення в дослідження. У одноступеневій кластерній вибірці використовуються всі елементи з кожного обраного кластера. В двоступеневій кластерній вибірці метод випадкової вибірки застосовується до елементів з кожного обраного кластера.
Основна відмінність між кластерною і стратифікованою вибірками є те, що кластер розглядається як одиниця вибірки, тому аналіз проводиться у сукупності кластерів (принаймні на першому етапі). У стратифікованій вибірці аналіз елементів робиться всередині шарів. До того ж береться випадкова вибірка з кожної страти, в той час як у кластерній вибірці вивчаються лише деякі кластери. Основна мета кластерної вибірки — скорочення витрат за рахунок підвищення ефективності вибірки. Це контрастує із стратифікованою вибіркою, де основним завданням є підвищення точності.
Також існує багатоступенева вибірка, тут більше двох кроків при виборі кластерів з кластерів.

## Аспекти кластерної вибірки
Одною версією кластерної вибірки є площа відбору проб або географічної кластерної вибірки. Кластери складаються з географічних районів, тому що географічно розосереджені популяції можуть бути дорогими для опитування, більш економні, ніж випадкова вибірка можуть бути досягнуті шляхом обробки кількох респондентів у місцевій зоні, як кластер. Для цього, як правило, необхідно збільшити обсяг вибірки для досягнення еквівалентної точності оцінок, але економія може зробити це можливим.
У деяких ситуаціях, кластерний аналіз має сенс, тільки якщо кластери приблизно однакового розміру. Це може бути досягнуто шляхом об'єднання кластерів. Якщо це неможливо, ймовірність пропорційна вибірці розміру. У цьому методі ймовірність вибору будь-якого кластера залежить від розміру кластера, даючи більш великим кластерам велику ймовірність відбору і невеликим кластерам меншу ймовірність. Однак, якщо кластери вибираються з ймовірністю, пропорційною розміру, така ж кількість опитувань повинна бути проведена у кожній вибірці кластера, таким чином, що кожна одиниця вибірки має однакову ймовірність відбору.
Кластерна вибірка використовується для оцінки високої смертності у випадках, таких як війни, голод і стихійні лиха.

## Переваги
- Може бути дешевшим за інші методи — наприклад, менші транспортні витрати, адміністративні витрати.
- Обґрунтування: цей метод вимагає великих популяцій до уваги, оскільки ці групи настільки великі, що розгорнути будь-яку іншу техніку буде дуже складно. Це можливо тільки тоді, коли ви маєте справу з великим населенням.
- Економіка: звичайні дві основні проблеми витрат, такі як подорожування і лістинг, значно знижуються за допомогою цього метода. Наприклад: Складання науково-дослідної інформації про кожний будинок, який є в цьому місті, буде дуже складним, в той час як збір інформації про різні квартали міста буде легшим, так як зусилля будуть значно скорочені.
- Зниження мінливості: коли оцінки не розглядається яким-небудь іншим способом, зниження варіабельності в результатах не спостерігається.

## Недоліки
- Похибка вибірки, яка може бути виражена в так званий «ефект дизайну», співвідношення між кількістю суб'єктів дослідження кластера і кількості предметів настільки ж надійні, як і у випадковій вибірці поза дослідженням кластера.
- Зміщена вибірка: якщо група населення, яка обрана як зразок, має необ'єктивну думку, то все населення визначається як таке, що має таку ж думку. Це не може бути реальний випадок.

Помилки: інші ймовірнісні методи дають менше помилок, ніж цей метод. З цієї причини, він і не рекомендується для початківців.

## Детальніше про кластерну вибірку

### Двоступенева кластерна вибірка
Двоступенева кластерна вибірка — це простий випадок багатоступінчастого відбору, який отримують шляхом відбору проби кластера на першому етапі, а потім зразок елемента з кожної проби кластера окремо. Розглянемо популяції з N кластерів в цілому. На першій стадії, N кластери вибираються за допомогою звичайного кластерного методу — відбору проб. На другому етапі, зазвичай випадкова вибірка використовується. Вона використовується окремо в кожному кластері і число елементів, вибраних з різних кластерів не обов'язково рівні. Загальна кількість кластерів, N-кількість кластерів, виділених N та число елементів з окремих кластерів повинні бути попередньо визначені за допомогою конструктора опитувань. Двоступенева кластерна вибірка спрямована на мінімізацію витрат на дослідження і в той же час контроль невизначеностей, пов'язаних з оцінками досліджень. Цей метод може бути використаний в медичних та соціальних науках. Наприклад, дослідники використовували двоступеневу кластерну вибірку для формування репрезентативної вибірки населення Іраку для проведення обстежень смертності. Для відбору проб цей метод може бути швидше і надійніше, ніж інші методи, тому зараз цей метод часто використовується.